# Archaeospheniscus lowei
Archaeospheniscus lowei är en utdöd fågel i familjen pingviner inom ordningen pingvinfåglar. Den beskrevs 1952 utifrån fossila lämningar från oligocen funna i Nya Zeeland.